# Brandin Knight
Brandin Adar Knight (Livingston, Nueva Jersey, 16 de diciembre de 1981) es un exjugador de baloncesto estadounidense que jugó un único partido en la NBA, además de dos temporadas en la NBA D-League. Con 1,83 metros de estatura, lo hacía en la posición de base. Es hermano del también jugador Brevin Knight.

## Trayectoria deportiva

### Universidad
Jugó durante cuatro temporadas con los Panthers de la Universidad de Pittsburgh, en las que promedió 11,3 puntos, 3,9 rebotes y 6,2 asistencias por partido. En 2002 recibió el Premio al mejor Baloncestista Masculino del Año de la Big East Conference, además de ser incluido en el mejor quinteto de la conferencia, tras promediar 15,6 puntos y 7,2 asistencias. Fue además incluido en el tercer quinteto All-American.

### Profesional
Tras no ser elegido en el Draft de la NBA de 2003, firmó como agente libre por los Sacramento Kings, pero fue cortado antes del comienzo de la competición. Firmó entonces con los Asheville Altitude de la NBA D-League, donde en su primera temporada ganaron la liga, ayudando con 7,9 puntos, 4,9 asistencias y 1,8 robos de balón.
Al año siguiente, en el mes de enero recibió la llamada de los Houston Rockets de la NBA, con los que fichó por diez días, pero solo llegó a disputar un partido, en el que apenas jugó 3 minutos sin anotar. Regresó a los Altitude, donde acabó la temporada promediando 10,5 puntos y 5,0 asistencias por partido.

### Entrenador
Desde 2006 a 2016 fue entrenador asistente de la Universidad de Pittsburgh, y desde 2016 de la Universidad Rutgers.

## Estadísticas de su carrera en la NBA

### Temporada regular
| Año     | Equipo  | PJ | PT | MPP | %TC  | %3P  | %TL  | RPP | APP | ROB | TPP | PPP |
| ------- | ------- | -- | -- | --- | ---- | ---- | ---- | --- | --- | --- | --- | --- |
| 2004-05 | Houston | 1  | 0  | 3.0 | .000 | .000 | .000 | .0  | .0  | .0  | .0  | 0.0 |
| Total   | Total   | 1  | 0  | 3.0 | .000 | .000 | .000 | .0  | .0  | .0  | .0  | 0.0 |